# Karl (Württemberg)

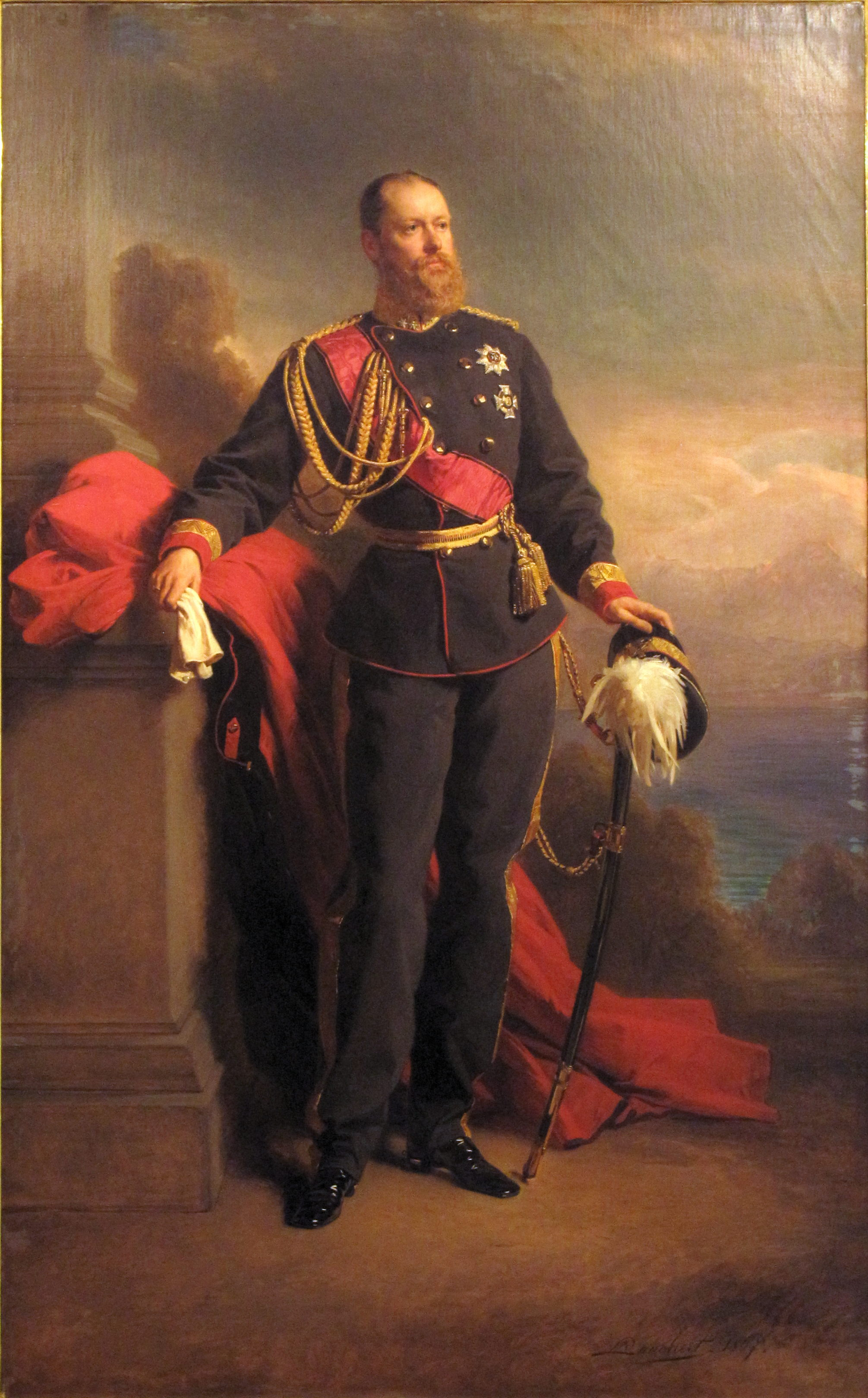
König Karl von Württemberg

Karl von Württemberg (* 6. März 1823 in Stuttgart; † 6. Oktober 1891 ebenda), geboren als Prinz Karl Friedrich Alexander, war von 1864 bis 1891 unter dem Namen Karl der dritte König von Württemberg. In seine Amtszeit fällt der im November 1870 ratifizierte Beitritt Württembergs zum Norddeutschen Bund, aus dem im Frühjahr 1871 das Deutsche Reich hervorging.

## Leben

### Kronprinz
Karl war der einzige Sohn von König Wilhelm I. von Württemberg und seiner dritten Frau Prinzessin Pauline. Er studierte in Tübingen und Berlin.
Am 18. Januar 1846 verlobte er sich in Palermo mit einer Cousine 2. Grades, der 23-jährigen Großfürstin Olga (1822–1892), Tochter des russischen Zaren Nikolaus I. und dessen Gemahlin Alexandra Fjodorowna, einer Schwester des späteren Deutschen Kaisers Wilhelm I. Zarinmutter Maria Fjodorowna, die Schwester König Friedrichs von Württemberg, war die Großmutter der Braut. Am 13. Juli 1846 fand unter großer Prachtentfaltung in Schloss Peterhof bei Sankt Petersburg die Hochzeit statt. Am 23. September zog das junge Paar unter großem Jubel der Bevölkerung in Stuttgart ein. Der Wohnsitz des Paares war von 1854 bis zum Regierungsantritt Karls 1864 das 1846/50 auf Staatskosten erbaute Kronprinzenpalais an der Königstraße, Ecke Schloßplatz (1962/63 abgebrochen). Zur Sommerresidenz wählte sich das Kronprinzenpaar die nach eigenen Ideen entworfene Villa Berg, einen der ersten im Stil der Neorenaissance errichteten Bauten in Deutschland.

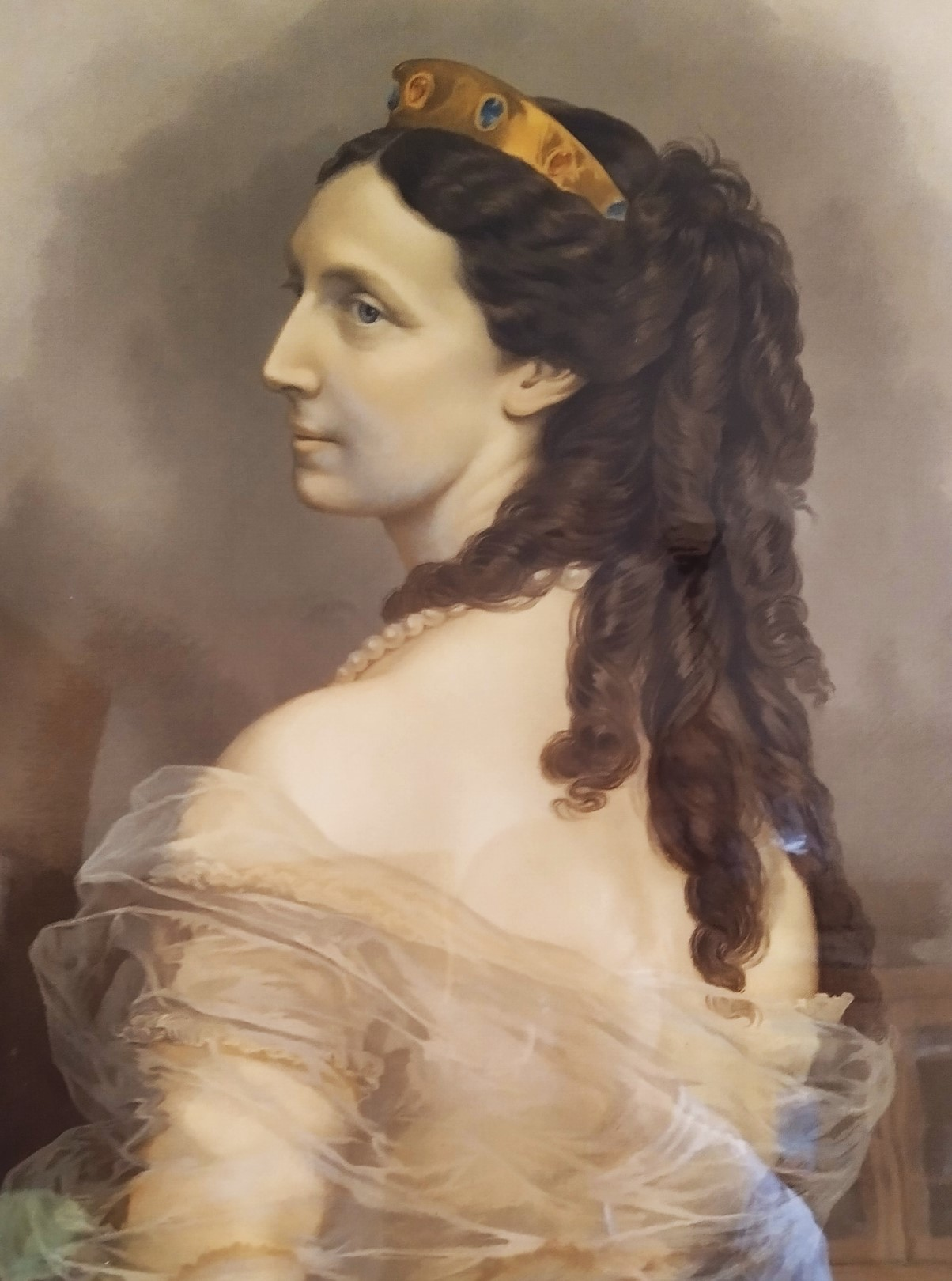
Gemahlin Königin Olga von Württemberg

Die Ehe blieb kinderlos. 1863 nahm die Kronprinzessin deshalb ihre Nichte Wera, eine Tochter des Großfürsten Konstantin von Russland, an Kindes statt an.

### König von Württemberg

Standarte von Karl

Nach dem Tod seines Vaters am 25. Juni 1864 wurde Karl König von Württemberg und am 12. Juli 1864 inthronisiert. Liberaler denkend als sein Vater, ersetzte er den leitenden Minister Joseph von Linden durch Karl von Varnbüler, stellte er am 24. Dezember 1864 die Presse- und Vereinsfreiheit wieder her, und am 26. März 1868 wurde das allgemeine, gleiche, unmittelbare und geheime Wahlrecht für die Volksabgeordneten der Zweiten Kammer eingeführt.

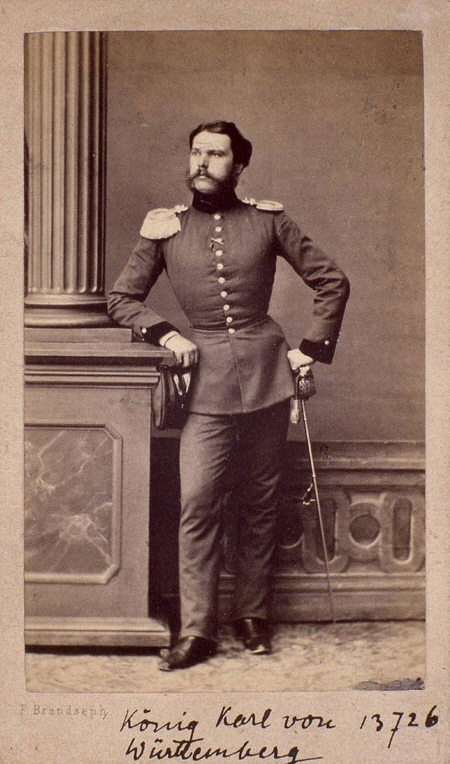
Der spätere König Karl von Württemberg als Kronprinz (Foto von Friedrich Brandseph um 1861)

Ein bitteres Ereignis zu Beginn der Regierung des Königs war 1866 das demütigende Gefecht bei Tauberbischofsheim. Außenpolitisch entwickelte sich Württemberg seit der Niederlage im Deutschen Krieg weg von der Bündnispartnerschaft mit Österreich hin zum Bündnis mit Preußen. So erkannte Württemberg 1866 die Auflösung des Deutschen Bundes an und schloss – wie andere süddeutsche Mittelstaaten – ein geheimes Schutz- und Trutzbündnis mit Preußen, das 1867 publik wurde; dennoch wurde offiziell vom Hof, der Regierung und vom Volk eine antipreußische Haltung vertreten.
Wegen des Bündnisses nahm Württemberg seit Juli 1870 am Deutsch-Französischen Krieg teil. Ende Oktober 1870 zog sich der König nach Friedrichshafen zurück. Im November unterzeichnete Württemberg einen der Novemberverträge. Dadurch trat das Königreich wirksam zum 1. Januar 1871 dem Norddeutschen Bund bei. Aus dem um die weiteren süddeutschen Staaten erweiterten Bund wurde das Deutsche Reich.
Bei der Kaiserproklamation in Versailles am 18. Januar 1871, seinem 25. Verlobungstag mit Olga, ließ sich König Karl durch seinen Vetter August von Württemberg vertreten. Der König zeigte auch sonst die Neigung, sich ins Private zurückzuziehen – teilweise auch außerhalb seines Landes, später manchmal auch in Nizza. Dabei vernachlässigte er die ihm als Verfassungsorgan obliegenden Verpflichtungen – bis zu 800 nicht unterschriebene Dokumente sollen sich in einem Fall aufgestaut haben. Das war einerseits für die Verwaltung ein Ärgernis, andererseits aber für die Regierung, seit 1870 unter Führung von Hermann von Mittnacht, auch sehr bequem, da sie weitgehend ohne Einmischung des Königs regieren konnte.

Karl auf 5-Mark-Münze, 1876

Seit 1871 war Württemberg ein Bundesstaat des Deutschen Reichs; eine erhebliche Einschränkung der württembergischen Souveränität war die Folge. Württemberg verlor seine bisherige internationale Stellung, gewann aber größere Sicherheit nach innen und nach außen. Post- und Telegraphenwesen, Finanzhoheit, Kulturpflege und Eisenbahnverwaltung blieben in württembergischer Hand, ebenso verfügte das Königreich Württemberg über eine eigene Militärverwaltung (die sogenannten württembergischen Reservatrechte).
Für eine bestehende homoerotische Neigung gab es bereits auch zu Lebzeiten des Königs zahlreiche Indizien. Eine erste „intime“ langjährige „Herzensfreundschaft“ mit einem Mann verband Karl mit seinem Generaladjutanten Freiherr Wilhelm von Spitzemberg. Ein weiterer Freund war Richard Jackson aus Cincinnati, Sekretär des Konsulats der Vereinigten Staaten von Amerika. 1883 lernte Karl den 30-jährigen Amerikaner Charles Woodcock, einen ehemaligen Kongregationsprediger und Vorleser der Königin Olga, und dessen Freund, Donald Hendry, kennen. Woodcock wurde der neue Freund des Königs. Der König zeigte sich auch mit seinem Freund in der Öffentlichkeit, in gleicher Kleidung bei gemeinsamen Ausfahrten. Der König ernannte seinen Geliebten zum Kammerherrn, dann zum Baron Woodcock-Savage und überließ ihm ein stattliches Vermögen. Weniger die Homosexualität des Königs als die Tatsache, dass Woodcock seine Stellung ausnutzte, um in erheblichem Umfang Einfluss auf personelle Entscheidungen des Königs zu nehmen, wurde zu einem Skandal. Dies blieb der Presse nicht verborgen, und zusammen mit dem politischen Establishment, an der Spitze Ministerpräsident Hermann von Mittnacht, wurde der König massiv unter Druck gesetzt, so dass er Woodcock aufgeben musste. 1889 fand Karl in dem Maschinenmeister des Hoftheaters, Wilhelm Georges, einen neuen Freund. Diese Beziehung hielt bis zum Tod des Königs zwei Jahre später.
Am 3. Oktober 1891 kehrte König Karl von einem Aufenthalt im Schloss Bebenhausen todkrank nach Stuttgart zurück und starb hier am 6. Oktober. Karls Nachfolger als König wurde sein Neffe Wilhelm II., Sohn seiner Schwester Katharina. Ein Jahr später, am 30. Oktober 1892, starb Königin Olga und wurde neben ihrem Gemahl in der Gruft der Schlosskirche im Alten Schloss bestattet.

## Ehrungen
Der württembergische Militärkapellmeister Carl Ludwig Unrath widmete dem König 1868 den noch heute populären König-Karl-Marsch (AM II, 212). Anlässlich des 25-jährigen Jubiläums seiner Thronbesteigung erhielt der Stuttgart Stadtteil Heslach ab 1889 den Beinamen Karlsvorstadt und der Reinsburghügel wurde in Karlshöhe umbenannt. In der NS-Zeit wurde der Beiname Karlsvorstadt wieder abgeschafft. Nach dem Tode König Karls wurde auch die 1893 gebaute König-Karls-Brücke in Stuttgart benannt. 

## Vorfahren
| Ahnentafel Karl von Württemberg        | Ahnentafel Karl von Württemberg                                                                                          | Ahnentafel Karl von Württemberg                                                                                          | Ahnentafel Karl von Württemberg                                                                              | Ahnentafel Karl von Württemberg                                                                                   | Ahnentafel Karl von Württemberg                                                                                          | Ahnentafel Karl von Württemberg                                                                                          | Ahnentafel Karl von Württemberg                                                                                       | Ahnentafel Karl von Württemberg                                                                                |
| -------------------------------------- | --- | --- | --- | --- | --- | --- | --- | --- |
| Ururgroßeltern                         | Herzog Karl Alexander von Württemberg (1684–1737) ⚭ 1727 Marie-Auguste von Thurn und Taxis (1706–1756)                   | Markgraf Friedrich Wilhelm von Brandenburg-Schwedt (1700–1771) ⚭ 1734 Sophie Dorothea Marie von Preußen (1719–1765)      | Herzog Karl I. von Braunschweig-Wolfenbüttel (1713–1780) ⚭ 1733 Philippine Charlotte von Preußen (1716–1801) | Friedrich Ludwig von Hannover, Prince of Wales (1707–1751) ⚭ 1736 Augusta von Sachsen-Gotha-Altenburg (1719–1772) | Herzog Karl Alexander von Württemberg (1684–1737) ⚭ 1727 Marie-Auguste von Thurn und Taxis (1706–1756)                   | Markgraf Friedrich Wilhelm von Brandenburg-Schwedt (1700–1771) ⚭ 1734 Sophie Dorothea Marie von Preußen (1719–1765)      | Fürst Karl August von Nassau-Weilburg (1685–1753) ⚭ 1723 Auguste Friederike Wilhelmine von Nassau-Idstein (1699–1750) | Fürst Wilhelm IV. von Oranien-Nassau (1711–1751) ⚭ 1734 Anna, Princess Royal (1709–1759)                       |
| Urgroßeltern                           | Herzog Friedrich Eugen von Württemberg (1732–1797) ⚭ 1753 Friederike Dorothea Sophia von Brandenburg-Schwedt (1736–1798) | Herzog Friedrich Eugen von Württemberg (1732–1797) ⚭ 1753 Friederike Dorothea Sophia von Brandenburg-Schwedt (1736–1798) | Herzog Karl Wilhelm Ferdinand von Braunschweig (1735–1806) ⚭ 1764 Augusta von Hannover (1737–1814)           | Herzog Karl Wilhelm Ferdinand von Braunschweig (1735–1806) ⚭ 1764 Augusta von Hannover (1737–1814)                | Herzog Friedrich Eugen von Württemberg (1732–1797) ⚭ 1753 Friederike Dorothea Sophia von Brandenburg-Schwedt (1736–1798) | Herzog Friedrich Eugen von Württemberg (1732–1797) ⚭ 1753 Friederike Dorothea Sophia von Brandenburg-Schwedt (1736–1798) | Fürst Karl Christian von Nassau-Weilburg (1735–1788) ⚭ 1753 Wilhelmina Karolina von Oranien-Nassau (1736–1798)        | Fürst Karl Christian von Nassau-Weilburg (1735–1788) ⚭ 1753 Wilhelmina Karolina von Oranien-Nassau (1736–1798) |
| Großeltern                             | König Friedrich (1754–1816) ⚭ 1780 Auguste Karoline von Braunschweig-Wolfenbüttel (1764–1788)                            | König Friedrich (1754–1816) ⚭ 1780 Auguste Karoline von Braunschweig-Wolfenbüttel (1764–1788)                            | König Friedrich (1754–1816) ⚭ 1780 Auguste Karoline von Braunschweig-Wolfenbüttel (1764–1788)                | König Friedrich (1754–1816) ⚭ 1780 Auguste Karoline von Braunschweig-Wolfenbüttel (1764–1788)                     | Prinz Ludwig von Württemberg (1756–1817) ⚭ 1797 Henriette von Nassau-Weilburg (1780–1857)                                | Prinz Ludwig von Württemberg (1756–1817) ⚭ 1797 Henriette von Nassau-Weilburg (1780–1857)                                | Prinz Ludwig von Württemberg (1756–1817) ⚭ 1797 Henriette von Nassau-Weilburg (1780–1857)                             | Prinz Ludwig von Württemberg (1756–1817) ⚭ 1797 Henriette von Nassau-Weilburg (1780–1857)                      |
| Eltern                                 | König Wilhelm I. (1781–1864) ⚭ 1820 Pauline von Württemberg (1800–1873)                                                  | König Wilhelm I. (1781–1864) ⚭ 1820 Pauline von Württemberg (1800–1873)                                                  | König Wilhelm I. (1781–1864) ⚭ 1820 Pauline von Württemberg (1800–1873)                                      | König Wilhelm I. (1781–1864) ⚭ 1820 Pauline von Württemberg (1800–1873)                                           | König Wilhelm I. (1781–1864) ⚭ 1820 Pauline von Württemberg (1800–1873)                                                  | König Wilhelm I. (1781–1864) ⚭ 1820 Pauline von Württemberg (1800–1873)                                                  | König Wilhelm I. (1781–1864) ⚭ 1820 Pauline von Württemberg (1800–1873)                                               | König Wilhelm I. (1781–1864) ⚭ 1820 Pauline von Württemberg (1800–1873)                                        |
| König Karl von Württemberg (1823–1891) | | | | | | | | |

## Belletristische Darstellungen
- Jürgen Honeck: Der Liebhaber des Königs. Skandal am württembergischen Hof. Stieglitz, Mühlacker und Irdning/Steiermark 2012, ISBN 978-3-7987-0408-4.